# Campagna di Tunisia
La campagna di Tunisia si combatté, durante la seconda guerra mondiale, tra le forze alleate anglo-statunitensi e quelle italo-tedesche e segnò la fase finale della lunga campagna del Nordafrica, iniziata nell'estate 1940 e proseguita con alterne vicende fino al 13 maggio 1943. In quella data le forze alleate, ormai nettamente superiori numericamente e materialmente, sconfissero definitivamente le residue forze dell'Asse, entrarono a Tunisi e Biserta e costrinsero alla resa le ingenti truppe nemiche rimaste tagliate fuori nell'ultimo ridotto tunisino.
Circondati dalle superiori forze alleate, costituite dalle moderne divisioni statunitensi, da quelle britanniche e dai reparti dell'esercito coloniale francese che erano rientrati in campo a fianco degli anglosassoni, il feldmaresciallo Erwin Rommel e, dopo il suo richiamo sul continente, il generale Hans-Jürgen von Arnim si impegnarono strenuamente in una serie di operazioni difensive e controffensive, coronate spesso da notevoli successi tattici favoriti dalla superiorità di tattiche e di addestramento delle forze tedesche e di quelle italiane, guidate dal febbraio 1943 dal generale Giovanni Messe, che portarono la guerra ad una situazione di stallo nell'inverno, costringendo le forze nemiche a continuare la campagna fino alla primavera 1943 e quindi causando il rinvio dell'apertura del secondo fronte in Europa.
Tuttavia la mancanza di uomini, di mezzi e soprattutto di rifornimenti avrebbe segnato la sorte delle forze dell'Asse in Tunisia. Dopo aver sfondato le posizioni italo-tedesche sulla linea del Mareth, gli Alleati posero fine alla resistenza delle forze nemiche in Africa nel mese di maggio 1943, dopo un'offensiva finale su Tunisi e catturarono oltre 200 000 prigionieri.
Questa vittoria aprì le porte agli anglo-americani per lo sbarco in Sicilia (10 luglio 1943), che portò alla caduta del fascismo (25 luglio 1943) e all'armistizio italiano (3 - 8 settembre 1943).

## Operazione Torch
Dopo l'entrata in campo nella seconda guerra mondiale degli Stati Uniti d'America a seguito dell'attacco di Pearl Harbor del 7 dicembre 1941, la pianificazione dei massimi dirigenti politico-militari anglosassoni aveva preso in considerazione fin dal gennaio 1942 la possibilità di ampliare le operazioni in Nordafrica con l'intervento di truppe americane che avrebbero dovuto partecipare alla cosiddetta operazione Super-Gymnast, un grande sbarco in Marocco e Algeria per prendere alle spalle l'esercito italo-tedesco del generale Erwin Rommel e occupare le colonie francesi. L'andamento disastroso per gli alleati delle operazioni in Nordafrica all'inizio del 1942 aveva tuttavia costretto i capi anglosassoni a rinunciare sia all'operazione Acrobat, il previsto attacco alla Tripolitania da parte dell'Ottava armata britannica e soprattutto all'operazione Super-Gymnast che era stata stabilita inizialmente per il 15 aprile 1942.
L'abbandono di questi progetti spinse il capo di Stato maggiore statunitense, il generale George Marshall, a proporre piani di operazione alternativi per sferrare subito un grande attacco in Francia fin dall'estate 1942 (operazione Sledgehammer), ma il Primo ministro britannico Winston Churchill e i capi di stato maggiore britannici, in particolare il generale Alan Brooke, si opposero fermamente a questi progetti, ritenuti rischiosi e troppo ambiziosi, e tornarono a proporre nel giugno 1942 un piano per un grande sbarco nel Nordafrica francese. Dopo lunghe discussioni e forti contrasti tra i dirigenti delle due potenze, infine il Presidente statunitense Franklin Roosevelt diede il suo consenso nonostante la persistente ostilità dei principali generali americani, soprattutto per la sua volontà di dare la priorità alla sconfitta della Germania nazista e per il suo desiderio di far entrare in campo il prima possibile le truppe americane. Il 24 luglio 1942 venne approvata la cosiddetta operazione Torch e il 27 luglio il generale statunitense Dwight Eisenhower, recentemente arrivato in Gran Bretagna come responsabile dell'esercito americano nel teatro europeo, assunse il comando supremo delle grandi forze combinate assegnate all'invasione del Nordafrica francese; in un primo tempo l'operazione Torch venne stabilita per il 30 ottobre 1942.
Mentre erano in corso gli accesi e incerti combattimenti ad El Alamein e l'armata italo-tedesca del feldmaresciallo Rommel sembrava ancora in grado di mettere in pericolo le posizioni britanniche in Medio Oriente, gli alti comandi anglo-americani erano impegnati nella fase di pianificazione dell'operazione Torch. Sorsero subito notevoli contrasti riguardo alle aree di sbarco del corpo di spedizione alleato; gli americani temevano un possibile contrattacco tedesco attraverso Gibilterra o un intervento in guerra a fianco dell'Asse della Spagna e quindi proposero di effettuare lo sbarco principale sulla costa atlantica del Marocco. I britannici invece ritenevano importante estendere gli sbarchi alla costa mediterranea dell'Algeria per avvicinarsi il più possibile alla Tunisia e tagliare le comunicazioni del feldmaresciallo Rommel che a sua volta sarebbe stato attaccato dall'Egitto dall'esercito britannico del generale Bernard Montgomery. Dopo molte discussioni, nella prima settimana di settembre, dopo uno scambio epistolare tra Churchill e Roosevelt, fu trovato un accordo di compromesso: furono previsti sbarchi anche ad Orano e Algeri.
Contemporaneamente ufficiali dei Comandi e dell'intelligence Anglo-Americani presenti in Nordafrica avevano cercato la collaborazione di generali e funzionari francesi favorevoli agli Alleati, per evitare uno scontro armato; non venne coinvolto in questi intrighi il generale Charles de Gaulle, venne invece raggiunto un accordo con il generale Henri Giraud che si mostrò pronto ad assumere la guida del Nordafrica francese e collaborare con le potenze anglosassoni. Per motivi di segretezza tuttavia i congiurati francesi in Nordafrica e il generale Giraud vennero mantenuti all'oscuro dagli anglo-americani dei dettagli dello sbarco e della data esatta dell'operazione Torch. Il generale Giraud si incontrò con il generale Eisenhower a Gibilterra solo il 7 novembre; egli apprese che lo sbarco avrebbe avuto luogo il giorno seguente e che egli non avrebbe affatto assunto il comando supremo delle forze alleate. I cospiratori quindi furono colti di sorpresa dall'inizio dell'operazione Torch e non furono in grado di coordinare le loro azioni con le truppe d'invasione anglo-americane.

## La "corsa a Tunisi"
L'offensiva alleata verso la Tunisia, che secondo l'ottimistica pianificazione del comando supremo anglo-americano, avrebbe dovuto sbaragliare le deboli forze nemiche di cui era atteso l'arrivo sul posto e completare l'occupazione, in connessione con l'armata del generale Montgomery, dell'intera costa nord-africana, iniziò il 10 novembre, due giorni dopo gli sbarchi dell'operazione Torch, con l'arrivo dei reparti della 78ª Divisione di Fanteria britannica del generale Vyvyan Evelegh nel porto di Bugia; il 12 novembre contingenti di paracadutisti e di commando entrarono invece a Bona, dove furono accolti amichevolmente dalle forze francesi.
L'avanzata alleata, condotta principalmente da truppe britanniche, proseguì inizialmente con successo; il 13 novembre i reparti sbarcati a Bugia si congiunsero con altre formazioni della 78ª Divisione di Fanteria che da Algeri avevano marciato subito verso est. Il primo ufficiale di Stato Maggiore italiano in Tunisia fu il Gen. Arturo Benigni, Comandante della Fanteria Divisionale della Divisione Superga. Il 15 e il 16 novembre i paracadutisti americani del colonnello Edson Raff furono lanciati su Tébessa, da dove proseguirono subito su Gafsa mentre le avanguardie britanniche raggiunsero Jendouba e Tabarka; il 24 novembre un'audace puntata di una colonna americana con carri leggeri M3 "Stuart" sbucò sulla pista d'aviazione di Djedeida, meno di 20 chilometri da Tunisi, distruggendo numerosi aerei. In questo modo furono occupate le posizioni strategiche essenziali per l'avanzata finale direttamente su Tunisi e Biserta.

## Contrattacchi tedeschi e insuccessi alleati

### Contrattacchi del generale von Arnim
Il contrattacco tedesco non si fece attendere: il 1º dicembre due colonne di carri tedeschi (40 carri) che comprendevano anche 5 carri Tiger (dei 19 spediti in Africa) formarono una tenaglia e attaccarono Tebourba, la base del saliente che aveva come vertice Djedeida; il risultato fu catastrofico per gli americani, a metà dicembre Tebourba e Djedeida erano nelle mani dell'Asse e la 1ª divisione corazzata americana aveva perso i tre quarti dei suoi 200 carri. Il generale Eisenhower aveva sospeso il 24 dicembre 1942 gli attacchi verso Tunisi a causa delle condizioni climatiche e della resistenza tedesca, ma intendeva sferrare al più presto l'operazione Satin; mentre i britannici e i francesi avrebbero mantenuto le posizioni raggiunte a nord e al centro del fronte lungo la Dorsale orientale, il II corpo d'armata americano del generale Fredendall avrebbe dovuto attaccare a sud direttamente verso Sfax con la 1ª Divisione corazzata e la 1ª Divisione di fanteria. Questo piano tuttavia non venne mai messo in pratica; il comando alleato non era ben organizzato e non esisteva una direzione unica di tutte le truppe terrestri. Mentre il generale Anderson guidava la 1ª Armata britannica con il V corpo d'armata del generale Allfrey costituito dal 78ª Divisione fanteria e dalla 6ª Divisione corazzata, i francesi, due divisioni motorizzate e una brigata meccanizzata, dipendevano dal generale Alphonse Juin. Inoltre il generale von Arnim era un comandante avveduto e capace; egli aveva deciso di anticipare le iniziative del nemico e di passare a sua volta all'attacco con le sue esperte truppe meccanizzate, nonostante la limitatezza delle forze disponibili con la 5. Panzerarmee.
Il 3 gennaio 1943 il generale von Arnim diede inizio al primo dei suoi contrattacchi; egli riteneva importante guadagnare terreno verso ovest e conquistare i valichi più importanti della Dorsale orientale tunisina per impedire eventuali offensive nemiche che avrebbero potuto mettere in pericolo la testa di ponte con un'avanzata fino alla costa mediterranea. Un kampfgruppe, costituito da due battaglioni di granatieri e circa quaranta panzer della 10. Panzer-Division del generale Fischer, attaccò in direzione del passo di Fondouk nel settore difeso dai reparti francesi del XIX corpo d'armata del generale Koeltz. Le formazioni francesi erano costituite da truppe disciplinate ma prive di carri moderni; i reparti panzer tedeschi, veterani ed equipaggiati anche con alcuni carri ultimo modello, ebbero la meglio nonostante la coraggiosa resistenza delle unità mobili della Brigade Légère Mécanique che furono costrette ad abbandonare il valico e ripiegare verso ovest per circa venti chilometri. I tedeschi occuparono Fondouk.
Dopo questo primo successo il generale von Arnim sferrò il 18 gennaio 1943 la cosiddetta "operazione Eilbote" ("messaggero rapido"); il kampfgruppe Weber costituito da unità di granatieri e formazioni corazzate della 10. Panzer-Division, rafforzati da alcuni carri pesanti Tiger, attaccarono il raggruppamento francese del generale Barrè, schierato più a nord tra Bu Arada e la valle del Kebir. I reparti corazzati tedeschi superarono le difese della divisione motorizzata marocchina e alcuni battaglioni francesi rischiarono di essere accerchiati; i tedeschi inflissero gravi perdite ai reparti francesi; furono catturati 4 000 prigionieri e furono distrutti 24 carri armati, oltre 70 cannoni e 228 veicoli. I comandi alleati si allarmarono per il cedimento del raggruppamento Barrè; il generale Alphonse Juin temeva uno sfondamento strategico nemico verso Oueslatia e Pichon e chiese l'intervento delle riserve anglo-americane. Il kampfgruppe Weber ripresa l'avanzata il 21 gennaio 1943 verso Pichon ("operazione Eilbote II") ma, dopo qualche successo, questa volta i tedeschi furono fermati dall'intervento della 36ª brigata britannica e del Combat Command B della 1ª Divisione corazzata statunitense al comando del colonnello Robinett; combattimenti dall'esito alterno continuarono fino al 27 gennaio quando i tedeschi, in inferiorità numerica, rinunciarono ad attaccare Pichon e ripiegarono verso est.

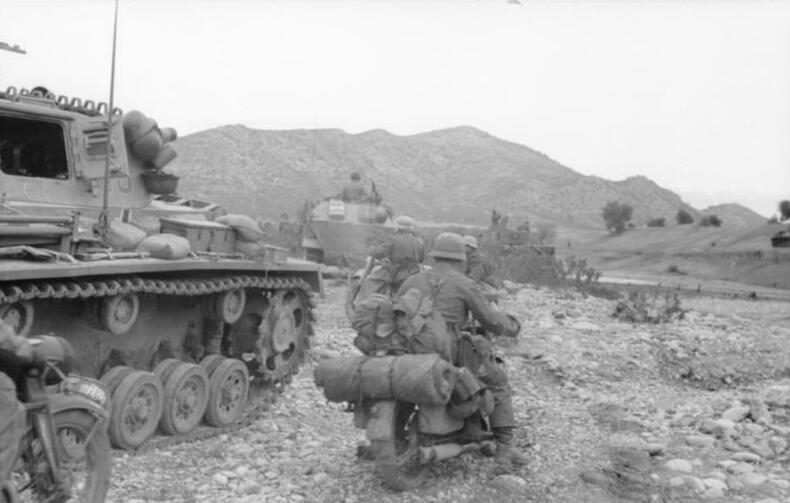
Reparti meccanizzati tedeschi in avanzata in Tunisia

Il 31 gennaio 1943 von Arnim riprese l'iniziativa; rinforzato dall'arrivo della 21. Panzer-Division del generale Hildebrandt, che il 13 gennaio aveva lasciato la Panzerarmee Afrika del feldmaresciallo Rommel e si era diretta in Tunisia, dove era stata riequipaggiata con nuovi carri armati, il generale tedesco attaccò l'importante passo Faid, da dove il nemico avrebbe potuto teoricamente avanzare su Sfax, e sorprese la guarnigione francese costituita da un battaglione di fucilieri algerini. Il 1º febbraio, dopo una strenua resistenza, i francesi dovettero abbandonare la posizione e i panzer tedeschi occuparono passo Faid, che dava accesso alla vallata a ovest della Dorsale orientale; reparti americani della 1ª Divisione corazzata accorsero in sostegno ma non cercarono di contrattaccare e si schierarono intorno a Sidi Bou Zid. I tedeschi catturarono altri 1 047 prigionieri, 25 autoblindo e 15 cannoni. Infine le truppe italo-tedesche riuscirono dopo alterne vicende a occupare il 9 febbraio 1943 anche il valico di Maknassy; gli americani si ritirarono a Gafsa.
La serie di dure sconfitte causò preoccupazione negli alti comandi alleati, che ritennero necessario prendere provvedimenti radicali per migliorare la situazione. Durante la conferenza di Casablanca i dirigenti anglosassoni avevano deciso di intensificare le operazioni per ottenere la vittoria finale e l'occupazione di tutta la costa nordafricana entro il 15 maggio 1943; a questo scopo venne deciso di riorganizzare completamente la struttura di comando costituendo un "comando supremo alleato" (Allied Force Headquarters, o AHFQ), affidato al generale Eisenhower, responsabile di tutte le forze presenti nel teatro africano e mediterraneo, da cui sarebbe dipeso il 18º Gruppo d'armate che avrebbe diretto le operazioni in Tunisia delle forze terrestri britanniche, americane e francesi inquadrate nella 1ª Armata del generale Anderson e nella 8ª Armata del generale Montgomery. Il generale Harold Alexander avrebbe assunto il comando del 18º Gruppo d'armate e avrebbe ceduto la guida del teatro del Vicino e del Medio Oriente al generale Henry Maitland Wilson. Questa nuova organizzazione di comando finalmente avrebbe permesso di centralizzare la direzione delle operazioni sul fronte tunisino. I reparti statunitensi del II corpo d'armata del generale Fredendall, schierati tra Faid e Gafsa, sarebbero passati alle dipendenze della 1ª Armata britannica del generale Anderson, mentre le divisioni francesi, che fino a quel momento erano rimaste, secondo gli accordi conclusi a Gibilterra dal generale Giraud, relativamente autonome sotto la direzione del generale Juin, vennero a loro volta, inquadrate nel XIX corpo d'armata del generale Koeltz, poste al comando del generale Anderson. Questa nuova organizzazione era ancora in fase di costituzione quando una nuova offensiva italo-tedesca sembrò mettere in pericolo l'intero schieramento alleato in Tunisia.

### Vittorie italo-tedesche a Sidi Bou Zid e Kasserine

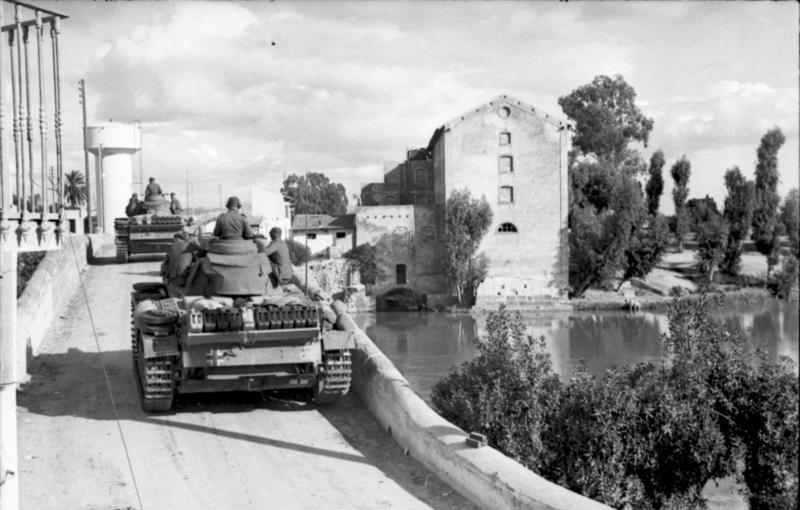
Panzer tedeschi in azione in Tunisia

Il generale von Arnim, coadiuvato dal generale Ziegler e dal capo di stato maggiore, generale Pomtow, intendeva continuare con i suoi attacchi limitati ed era in fase di pianificazione un'azione contro il raggruppamento americano a Sidi Bou Zid; tuttavia alla fine di gennaio 1943 arrivò sul teatro tunisino il feldmaresciallo Rommel che aveva finalmente completato con successo la lunga ritirata dei resti della Panzerarmee Afrika da El Alamein lungo l'intera costa libica. Le truppe italo-tedesche del feldmaresciallo Rommel riuscirono a schierarsi sulle solide posizioni della linea del Mareth, il comandante tedesco riteneva possibile consolidare le difese sul Mareth e sfruttare la lentezza e la prudenza dell'inseguimento dell'8ª Armata del generale Montgomery per sferrare una grande offensiva strategica in Tunisia insieme alle forze del generale von Arnim contro le truppe americane del II corpo d'armata schierate tra Faid e Gafsa. Il generale von Arnim aveva dei dubbi sulla possibilità di effettuare con successo l'operazione, ma il feldmaresciallo Kesselring approvò il piano. Le forze italiane comprendevano il XX Corpo d'armata al comando di Taddeo Orlando e il XXI del generale Paolo Berardi.
Le forze italo-tedesche diedero iniziarono alle cosiddette operazioni Frühlingswind ("Vento di primavera") e Morgenluft ("Brezza del mattino") il 14 febbraio 1943 e ottennero un netto successo; mentre il feldmaresciallo Rommel avanzava verso Gafsa con un raggruppamento mobile dell'Afrikakorps con circa 50 carri, il generale von Arnim uscì dal passo Faid ed attaccò con due Panzer-Division, dirette dal generale Ziegler ed equipaggiate con circa 200 carri tra cui quattro Tiger, la 1ª Divisione corazzata statunitense del generale Ward a Sidi Bou Zid: due kampgruppen della 10. Panzer-Division aggirarono le truppe americane da nord, mentre altri due kampfgruppen della 21. Panzer-Division avanzarono da sud sbucando fuori da una tempesta di sabbia. Le forze americane disponevano di un numero maggiore di carri ma erano ampiamente sparpagliate e, ignare e inesperte, furono sorprese dall'attacco convergente dei panzer; dopo aspri scontri tra mezzi corazzati, un battaglione di carri americani fu totalmente distrutto dal tiro dei panzer e due battaglioni di fanteria furono accerchiati. Il generale Fredendall, comandante del II Corpo d'armata, e il generale Ward sottovalutarono l'attacco tedesco e il 15 febbraio impiegarono un battaglione di carri in un immediato contrattacco; avanzando allo scoperto senza preventiva ricognizione, i carri americani caddero in una micidiale imboscata delle due Panzer-Division e subirono perdite elevatissime, solo quattro carri scamparono alla disfatta; i reparti americani di fanteria si arresero; nei due giorni della battaglia di Sidi Bou Zid i generali von Arnim e Ziegler distrussero, a costo di pochissime perdite, oltre 100 mezzi corazzati americani e catturarono circa 1 600 prigionieri; il generale Fredendall ordinò una ritirata generale verso ovest abbandonando la Dorsale orientale.
Nella disperata battaglia si distinsero per valore e combattività i bersaglieri del 7º Reggimento bersaglieri, impegnati in durissimi scontri corpo a corpo contro le truppe alleate: il colonnello Luigi Bonfatti, comandante del reggimento, cadde in combattimento mentre guidava i suoi bersaglieri all'assalto delle posizioni americane.

## La guerra dei rifornimenti

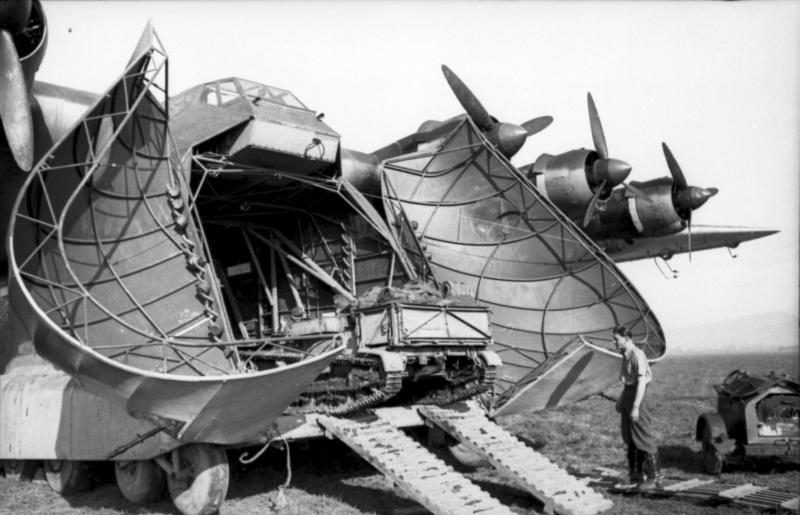
Un trattore d'artiglieria Renault UE esce dal portello anteriore di un Messerschmitt Me 323 "Gigant". Tunisia, gennaio 1943

Oltre a combattere le forze alleate, gli italo-tedeschi dovettero confrontarsi con il difficilissimo problema dei rifornimenti di uomini e materiale, che comportò perdite elevatissime tra le forze aeree e navali impegnate nelle operazioni. Vari Me 323 Gigant vennero abbattuti grazie alle informazioni ottenute con Ultra, in quanto gli alleati sapevano in anticipo i piani di volo tedeschi e di conseguenza spedivano i caccia per intercettare i convogli aerei e abbattere i trasporti. Ad esempio, il 22 aprile 1943 vicino a Capo Bon, diversi squadroni di Spitfire e di P-40 Kittyhawk attaccarono 14 Me 323 mentre trasportavano carburante e la loro scorta. Tutti i 14 cargo vennero abbattuti con una perdita di 120 uomini di equipaggio e di 700 barili di benzina. Nelle ultime settimane della campagna del Nordafrica, nell'aprile/maggio del 1943, 43 Gigant furono abbattuti, assieme ad un numero ancora più grande di Ju 52.
Anche tra le forze navali il pedaggio fu alto, tra le unità di scorta non meno che tra i mercantili. Soprattutto negli ultimi mesi di guerra il trasporto veloce di truppe e materiali sulla cosiddetta "rotta della morte" vide impegnate quasi incessantemente in particolare le unità ancora efficienti della classe Navigatori: nuove truppe venivano fatte affluire in Tunisia per alimentare la resistenza mentre reduci e prigionieri venivano riportati in Italia in un continuo andirivieni. La scarsità e la lentezza dei mercantili ancora in efficienza fece sì che per questi trasporti venissero utilizzati preferibilmente i cacciatorpediniere, veloci e ben armati. Anche se queste missioni costituirono solo il 5% del totale, costarono la perdita di due unità (Malocello e Pancaldo) e di 264 uomini. Le torpediniere italiane, pagarono un prezzo non inferiore durante le missioni. Per esempio, la Cigno venne affondata durante una missione di scorta, e dopo che aveva partecipato a vari combattimenti; in quella missione, per proteggere la motonave Belluno, insieme ad un'altra torpediniera, la Cassiopea, ingaggiò un furioso combattimento contro due cacciatorpediniere britannici, il Pakenham e il Paladin, venendo affondata ma colpendo così pesantemente le navi inglesi che il Pakenham affondò durante il rientro alla base.

## Il cerchio si stringe
La battaglia del passo di Kasserine mise a repentaglio le retrovie alleate ad ovest, e solo per la rinuncia di Rommel, insicuro per la protezione del fronte est dagli attacchi dell'Ottava armata britannica, l'offensiva dell'Asse venne arrestata per predisporre l'attacco che avrebbe dato origine alla battaglia di Médenine, un tentativo fallito di cogliere i britannici impreparati e scompaginare i preparativi di offensiva di Montgomery. Il 3 marzo un determinato contrattacco dei mezzi corazzati e fanti italiani venne respinto dagli Highlanders della 51st (Highland) Infantry Division del Royal Army. In risposta l'operazione Pugilist avrebbe sfondato la linea del Mareth costringendo le forze dell'Asse ad arretrare dapprima sull'Akarit e poi verso la linea di Enfidaville, sotto la spinta coordinata delle forze Alleate da est e da ovest.
Il 7 marzo Rommel dovette lasciare il comando e tornare in Germania per motivi di salute. Il comando operativo delle forze italo-tedesche passò nelle mani del generale Hans-Jürgen von Arnim. Il 23 marzo, (grazie a rinforzi italiani) la 10. Panzer-Division poté riprendere l'iniziativa contrattaccando ferocemente le avanguardie americane: i Bersaglieri del 7º Reggimento assalirono le posizioni, ricacciando le forze americane dalle pendici est del colle Djebel Berda e avanzando 10 chilometri.
Nella Battaglia di El Guettar, gli assalti americani vennero fermati dai fanti della Centauro (Giorgio Carlo Calvi di Bergolo) a costo di gravissime perdite. Patton poteva contare su 88 000 soldati (ben quattro divisioni), contro i circa 800 Tedeschi e 7 850 Italiani della Divisione "Centauro". La scalata delle forze americane verso la cima del Hill 369 venne bloccata all'ultimo momento dai Bersaglieri del 5º Reggimento. Particolarmente colpiti in furiosi combattimenti corpo a corpo gli uomini della E Compagnia del colonnello Edwin H. Randle, che dopo aver difeso strenuamente la loro posizione furono costretti a cedere. Dopo un inizio promettente, le truppe italo-tedesche si ritirarono in una zona montagnosa in cui gli attacchi statunitensi sortirono scarsi effetti, tanto che Patton decise di sostituire il comandante della I Divisione corazzata Orlando Ward per gli insuccessi ottenuti.
Il 6 aprile 1º Reggimento San Marco agli ordini del generale von Arnim, combatté duramente nella battaglia di Wadi Akarit: il comando italo-tedesco aveva ordinato la resistenza a oltranza sulla collina con tutte le forze disponibili; l'attacco generale anglo-americano fu sferrato il 19 aprile, e nonostante un'impressionante disparità di forze non riuscì a schiacciare le forze dell'Asse: un tentativo aggirante di due divisioni corazzate inglesi con 360 carri armati fu respinto dall'intervento della 10ª divisione corazzata tedesca, a cui rimanevano 30 carri. La totale superiorità aerea alleata e la grave scarsità di rifornimenti costrinse le residue forze dell'asse a ritirarsi ancora per proteggere Tunisi, Biserta e capo Bon. Il 5 maggio venne avviata l'operazione Vulcan; le forze alleate impiegando 470 carri riuscirono a sfondare le deboli difese italo-tedesche. Il 7 maggio cadeva Tunisi e il 9 gli americani entravano a Biserta, il 10 maggio la via della possibile ritirata a capo Bon era tagliata.
Ai primi di maggio 1943 i difensori tedeschi diedero inizio alle trattative della resa che fu firmata il 9 maggio dal generale Gustav Von Vaerst, comandante della 5. Panzerarmee. A partire dalla notte del 5 maggio la 1ª Divisione corazzata e la 3ª Divisione fanteria statunitensi, dopo aver conquistato Djebel Ichkeul, riuscirono ad avanzare attraverso i settori tenuti da truppe tedesche e il 12 maggio il generale Theodor Graf von Sponeck, comandante della 90. leichte Afrika-Division, si arrese a Bernard Freyberg. Nel frattempo anche le forze italiane andavano incontro a un progressivo disfacimento e il 13 maggio il generale Messe ordinò di arrendersi (dopo che i tedeschi si erano già arresi).